# Joe Bottom
Joe Bottom (n. 18 aprilie 1955, Akron, Ohio, SUA) este un înotător ce a reprezentat Statele Unite ale Americii, medaliat olimpic. A participat la o ediție a Jocurilor Olimpice (1976) în care a câștigat două medalii de argint.